# Onzin

Verbodsbord voor bullshit (Nederlands: "onzin")

Onzin is een gedachte of redenering die volgens de wetten der logica of het gezond verstand niet waar kan zijn.

## Voorbeelden
Uit een logisch perspectief kan een zin als Indien paarse kanaries gewoonlijk zouden miauwen, zou de maan uit groene kaas bestaan een contingentie of ware uitspraak zijn (vanwege de irreële constructie met indien en zou(den)), doorgaans zou zij als onzin worden bestempeld.
Een stellende, "reëel" geformuleerde uitspraak als In de container van mijn oor zit een deurkikker die spetterend zijn tenen telt over de plastic bergen daarentegen kan in logisch opzicht alleen maar als onzin worden bestempeld: Oren hebben geen containers, deurkikkers bestaan niet etc. Dergelijke zinnen vindt men evenwel vaak terug in de poëzie, alwaar zij veelal gebaseerd zijn op metaforen en symboliek.
Ook grappen kunnen gebaseerd zijn op onzin, bijvoorbeeld: "Vraag: Wat is het verschil tussen een dood vogeltje? Antwoord: Zijn ene pootje is even lang." en "Vraag: Wat is sneller, een kanarie of een parkiet? Antwoord: Een straaljager, want een kameel heeft twee bulten." Men spreekt dan van absurde humor.
Beroemd is de zin Colorless green ideas sleep furiously ("Kleurloze groene ideeën slapen woedend"). Noam Chomsky gaf in zijn werk Syntactic Structures (1957) deze zin als typisch voorbeeld van een taaluiting die grammaticaal volkomen correct was, maar semantisch enkel nonsensicaal.

## Etymologie
- Het woord onzin is een leenvertaling van Frans nonsens. Het oudere Middelnederlandse woord onsin betekende iets anders, namelijk "krankzinnigheid".